# CpG-Dinukleotid
Ein CpG-Dinukleotid ist ein chemischer Zusammenschluss von zwei Nukleotiden, welche die Nukleobasen Cytosin bzw. Guanin aufweisen. Gelegentlich werden andere Bezeichnungen verwendet, wie CG-Stelle, CG-Ort, CpG-Motiv u. ä. Im Englischen sind CpG site und CpG dinucleotide üblich.
Im Allgemeinen bezieht sich der Begriff „CpG-Dinukleotid“ auf eine Stelle innerhalb vom Erbgut (DNA), der die Anteile Desoxycytidin – Phosphorsäure – Desoxyguanosin (in 5'–3'-Richtung) enthält. Aufgrund der komplementären Basenpaarung an einer solchen Stelle, die auch CpG-Stelle genannt wird, kommen im DNA-Doppelstrang an jeder Stelle zwei Dinukleotide vor.
Die CpG-Stellen spielen in den Genomen mancher Lebewesen (z. B. bei Säugetieren) eine besondere Rolle, weil sie dort Gegenstand der DNA-Methylierung sind und eine spezielle Häufigkeit und Verteilung aufweisen. Die CpG-Stellen bzw. -Dinukleotide sollten nicht mit den CpG-Inseln verwechselt werden. CpG-Inseln sind definierte Bereiche, in denen CpG-Stellen häufiger sind als in anderen Abschnitten des zugrunde liegenden Genoms.

## Zusammensetzung

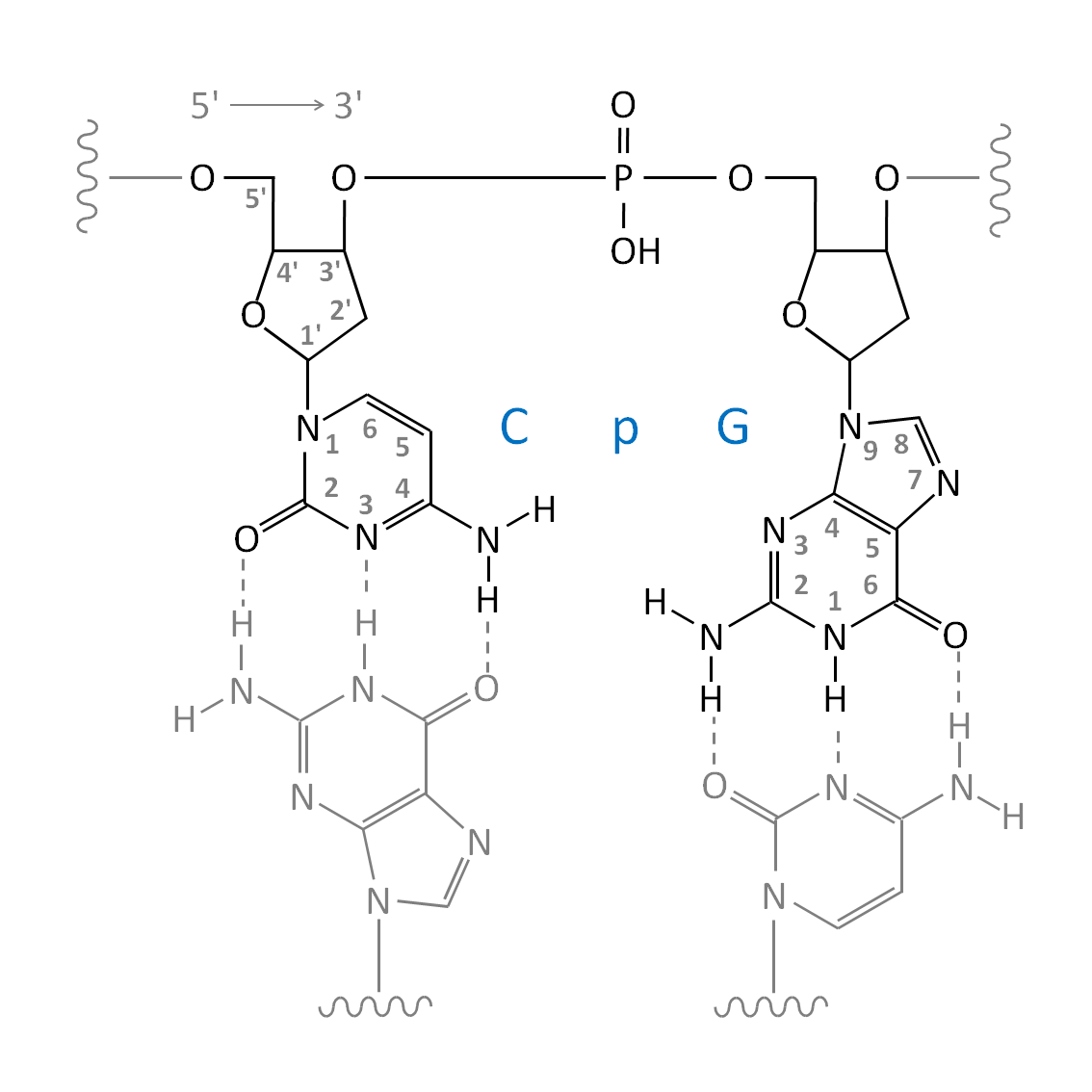
Schematische Darstellung eines CpG-Dinukleotids als Abschnitt eines doppelsträngigen DNA-Moleküls (dsDNA). Das eigentliche CpG-Dinukleotid (5'-Desoxycytidin-Phosphorsäure-Desoxyguanosin-3') auf dem angegebenen Strang („Watson“) ist schwarz dargestellt. Die Basenpaarung zum komplementären Strang („Crick“) ist grau dargestellt. Die Ausrichtung (5'-3'), Nummerierungen und Übergänge zu nicht dargestellten Teilen (Wellenlinien) des dsDNA-Moleküls sind ebenfalls grau dargestellt. Die blaue Markierung von namengebendenTeilen (Cytosin-Phosphat-Guanin) ergibt den Schriftzug „CpG“.

CpG ist innerhalb doppelsträngiger DNA eine Sequenz, die auf dem komplementären Strang in 5' – 3'-Richtung genauso lautet:
```
 5' ... pNpNpNp
CpG
pNpNpN  ... 3'
         | | | | | | | |
 3' ...  NpNpNpGpCpNpNpNp ... 5'
```

```
        (N: beliebige Nukleinbase)
```

Die chemische Zusammensetzung eines DNA-internen CpG-Motivs ist nebenstehend schematisch dargestellt.

## Verteilung des CpG-Motivs
Da vier Nukleobasen (A, C, G und T) in der DNA vertreten sind, ergeben sich 4 * 4 = 16 verschiedene Zwei-Basen-Sequenzmotive (ApA, ApC, ...,CpG, ..., GpC, ..., TpG, TpT). Das CpG-Motiv unterscheidet sich von den anderen 15 Zwei-Basen-Motiven dadurch, dass es in der doppelsträngigen DNA verschiedener Lebewesen, darunter des Menschen, eine andere Verteilung und biologische Funktion besitzt als die sonstigen Zwei-Basen-Motive. Das CpG-Motiv kommt dort in CpG-Inseln statistisch gehäuft vor und kann unterschiedlich methyliert sein.
Die DNA-Methylierung führt vom Cytosin zum 5-Methylcytosin (Guanosin wird nicht methyliert). Der Methylierungsgrad von CpG-Stellen, insbesondere in den CpG-Inseln, beeinflusst die Genregulation und andere epigenetische Eigenschaften.
Die Methylierung von CpG-Stellen spielt für die Krebsforschung bzw. -behandlung eine entscheidende Rolle, da sie in Tumoren häufig gestört ist.
Die niedrige statistische Häufigkeit von CG-Sequenzen liegt an der CG-Suppression.

## Methyl-CpG-bindende Proteine
Methyl-CpG-binding domain protein 1 (Mbd1) bindet an methylierte CpG-Dinukleotide, ebenso Kaiso, die Kaiso-like proteins und SRA domain proteins.

## Therapeutische Anwendungen

### Adjuvante Wirkung bei Impfstoffen
Bei Bakterien haben CpG-Stellen häufig nicht die gleiche Verteilung, Methylierung und Bedeutung wie beim Menschen. Diese Unterschiede fremder DNA werden von der angeborenen Immunabwehr des Menschen (und der anderer Wirbeltiere) erkannt und manche Immunzellen werden aktiviert. Die entscheidende Rolle hierbei spielt der intrazelluläre Pattern-Recognition Receptor TLR-9.
Diese Eigenschaft der unmethylierten CpG-Motive lässt sich ausnutzen, um eine adjuvante Wirkung im Organismus zu erzielen. Es werden synthetisch hergestellte, nukleasestabile CpG-Oligonukleotide als Hilfsstoff (Adjuvans) in klinischen Studien bei der Therapie von Tumorerkrankungen (darunter Krebsimpfstoffe), Infektionserkrankungen und Allergien getestet. Die Stabilität gegen Nukleasen wird durch eine Phosphorothioat-Modifikation erreicht, bei der ein Sauerstoffatom des Phosphatrestes durch ein Schwefelatom ersetzt wird.

### Gentherapie
Bei bakteriellen Plasmiden zur Gentherapie werden teilweise die CpG-Dinukleotide entfernt, um einen vorzeitigen Abbau des Plasmids zu vermeiden.